# Centrum Dokumentacji Kultur Pogranicza
Pracownia Centrum Dokumentacji Kultur Pogranicza - inicjatywa Ośrodka "Pogranicze – sztuk, kultur, narodów". 
Pracownia Centrum Dokumentacji wraz z salą projekcyjną, studiem filmowym i fotograficznym mieści się w budynku Starej Poczty w Sejnach.
Pracownia gromadzi, opracowuje, udostępnia i upowszechnia zbiory na temat dziedzictwa kulturowego narodów Europy Środkowo-Wschodniej, Azji Centralnej, Rosji, Kaukazu, Bliskiego Wschodu. Zbiór obejmuje obszary tematyczne takie jak: prawa człowieka, mniejszości narodowe, wielokulturowość. Zbiory są wielojęzyczne. Oprócz publikacji w języku polskim i angielskim znajdują się w nich materiały w języku litewskim, rosyjskim, białoruskim, ukraińskim, czeskim, słowackim, węgierskim, rumuńskim, jidysz, hebrajskim oraz w językach narodów bałkańskich i narodów azjatyckich.
Centrum Dokumentacji Kultur Pogranicza posiada pracownie tematyczne: Pracownię Europy Środkowo-Wschodniej, Pracownię Krajów Nadbałtyckich, Biuro Wycinków Prasowych, Pracownię Czasopism, Pracownię Filmową, Pracownię Azji Środkowej i Kaukazu, Pracownię Regionalną, Pracownię Judaistyczną, Pracownię Cyganologiczną, Płytotekę, Pracownię Pocztówek i Fotografii, Pracownię Rycin. Oprócz tego Centrum posiada Wierszalińską Kolekcję Proroka Ilji, Kolekcję Tomasa Venclovy, Kolekcję map z końca XIX i początku XX wieku, Kolekcję Jerzego Ficowskiego oraz Kolekcję Czesława Miłosza.
Geneza zbioru wiąże się z projektami realizowanymi przez Ośrodek „Pogranicze”, np. Otwarte Regiony Europy Środkowowschodniej. Zbiory pochodzą z darowizn, materiałów pozyskanych w czasie podróży członków zespołu „Pogranicza”, w toku współpracy z wydawnictwami i instytucjami kultury, a także są pozyskiwane w drodze zakupu.
W roku 2010 Centrum Dokumentacji Kultur Pogranicza rozpoczęło digitalizację posiadanych kolekcji. W Cyfrowej Bibliotece Pogranicza – należącej do konsorcjum Podlaskich Bibliotek Cyfrowych oraz Biblioteki Europejskiej Europeana – znajduje się „Kolekcja dziedzictwa dawnej Rzeczypospolitej”, „Kolekcja Tomasa Venclovy” oraz „Kolekcja Czesława Miłosza”. 
Zdigitalizowana „Kolekcja dziedzictwa dawnej Rzeczypospolitej” zawiera książki, czasopisma, pocztówki i ryciny pochodzące z końca XIX i pierwszej połowy XX wieku. Zbiory prezentują historyczne, literackie i kulturowe dziedzictwo obszaru dzisiejszej Litwy, Białorusi, Ukrainy i Polski. Uwzględniają także tematykę skupioną wokół mniejszości narodowych, wyznaniowych i etnicznych dawnej Rzeczypospolitej m.in. Tatarów, Ormian, Cyganów, Żydów i Karaimów. Kolekcja liczy ponad 170 woluminów książek i czasopism, zawiera także materiał  ikonograficzny liczący 250 pocztówek i rycin. W cyfrowej „Kolekcji Czesława Miłosza” znajdują się książki, czasopisma, wycinki prasowe, fotografie oraz materiały audiowideo. Kolekcja materiałów ikonograficznych to ponad 250 sztuk fotografii z archiwum prywatnego Andrzeja Miłosza i Grażyny Strumiłło-Miłosz oraz fotografie portretowe autorstwa Beaty Klinger-Malareckiej. Kolekcja zawiera 220 wielojęzycznych materiałów audio i wideo, filmów długo i krótko metrażowych poświęconych nobliście. Biblioteka obejmuje 230 woluminów książek prezentujących twórczość poetycką i prozatorską w kilkunastu językach, 200 artykułów na temat kultury, literatury, emigracji i Europy Środkowowschodniej publikowanych w czasopismach polskich i zagranicznych oraz 450 wycinków prasowych. Na Kolekcję składa się łącznie około 1200 obiektów dostępnych w formie cyfrowej.